# یساو آیدنیان
یساو آستساطوری آیدنیان (ارمنی: Եսավ Ասծատուրի Այդինյան؛  زادهٔ ۱۹۱۶ - درگذشته ۱۹۸۵) کارشناس علوم پرورشی، اهل ارمنستان بود.

## زندگی‌نامه
وی در ۱۹۱۶ در شوشی به دنیا آمد و از دانشگاه دولتی علوم پرورشی خاچاطور آبوویان ارمنستان فارغ‌التحصیل گشت.  همچنین برندهٔ جوایزی همچون آموزگار شایسته ارمنستان شوروی (۱۹۶۶)، نشان ستاره سرخ و نشان برجسته افتخار شده است. وی در ۱۹۸۵ در سن ۶۹ سالگی در جمهوری شوروی سوسیالیستی ارمنستان درگذشت.